# Orobanche rapum-genistae
Il succiamele maggiore (nome scientifico Orobanche rapum-genistae Thuill., 1799)  è una pianta parassita, appartenente alla famiglia delle Orobanchaceae.

## Etimologia
Il nome generico (Orobanche) deriva da due termini greci òrobos (= legume) e anchéin (= strozzare) e indicano il carattere parassitario di buona parte delle piante del genere di questa specie soprattutto a danno delle Leguminose (nell'antica Grecia questo nome era usato per una pianta parassita della veccia - Vicia sativa). L'epiteto specifico è composto da due parole latine: rapum (= rapa o radice tuberosa) e genistae (= nome dato da Virgilio per le piante della tribù Genisteae) e fa riferimento alle piante ospite (vedi il paragrafo "Biologia").
Il nome scientifico di questa specie è stato definito per la prima volta dal giardiniere e botanico francese Jean Louis Thuillier (1757-1822) nella pubblicazione Flore des environs de Paris, ou Distribution méthodique des plantes qui y croissent naturellement. Nouvelle édition - 317. 1799  del 1799.

## Descrizione

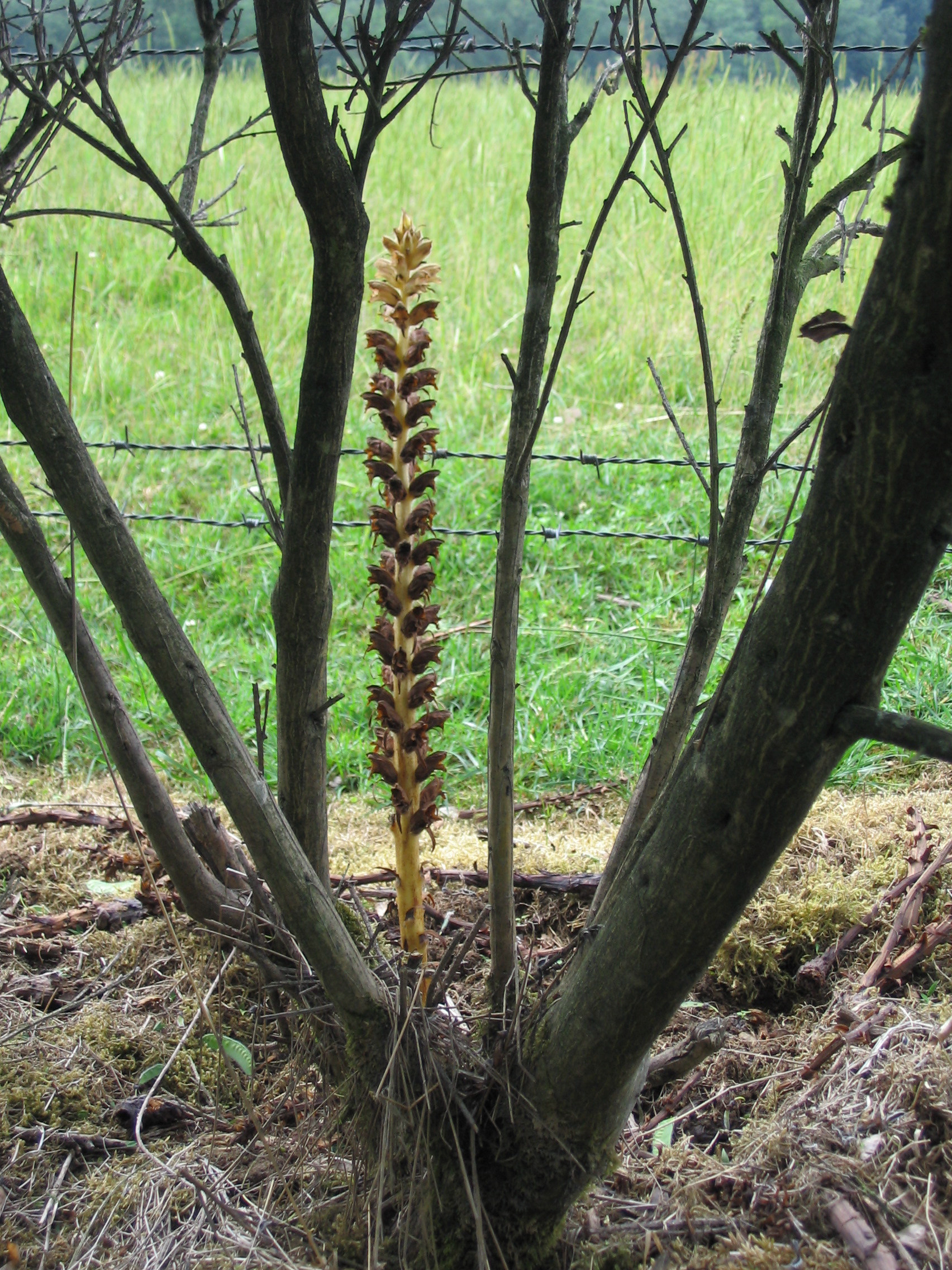
Habitat e habitus

Queste piante sono alte da (25) 30 a 60 cm. La forma biologica è terofita parassita (T par), sono piante erbacee che differiscono dalle altre forme biologiche poiché, essendo annuali, superano la stagione avversa sotto forma di seme e sono munite di asse fiorale eretto e spesso privo di foglie. In questa specie sono presenti anche piante con forme biologiche perenni tipo geofite parassite (G par), sono piante provviste di gemme sotterranee e radici che mostrano organi specifici per nutrirsi della linfa di altre piante. Non contengono clorofilla per cui nel secco si colorano di bruno.

### Radici
Le radici sono fascicolate e si diramano da un bulbo o rizoma centrale. Nella parte finale sono provviste di austori succhianti che parassitano l'apparato radicale delle piante ospiti.

### Fusto
La parte aerea del fusto è eretta e semplice (non ramosa); la forma è cilindrica (fusto grosso oltre 1 cm di diametro) ingrossata alla base. Gli scapi terminali sono sempre fioriferi (mai sterili).

### Foglie
Le foglie sono ridotte a delle squame spiralate prive di clorofilla (non sono fotosintetizzanti) ed hanno delle forme lanceolato-acuminate. Dimensione delle foglie: larghezza 4 – 7 mm; lunghezza 15 – 19 mm.

### Infiorescenza
Le infiorescenze, a forma di spiga o racemo, sono dense. Le brattee dell'infiorescenza sono del tipo triangolare-lesiniforme. Dimensione dell'infiorescenza: larghezza 3 - 3,5 cm; lunghezza 10 – 20 cm. 

### Fiore

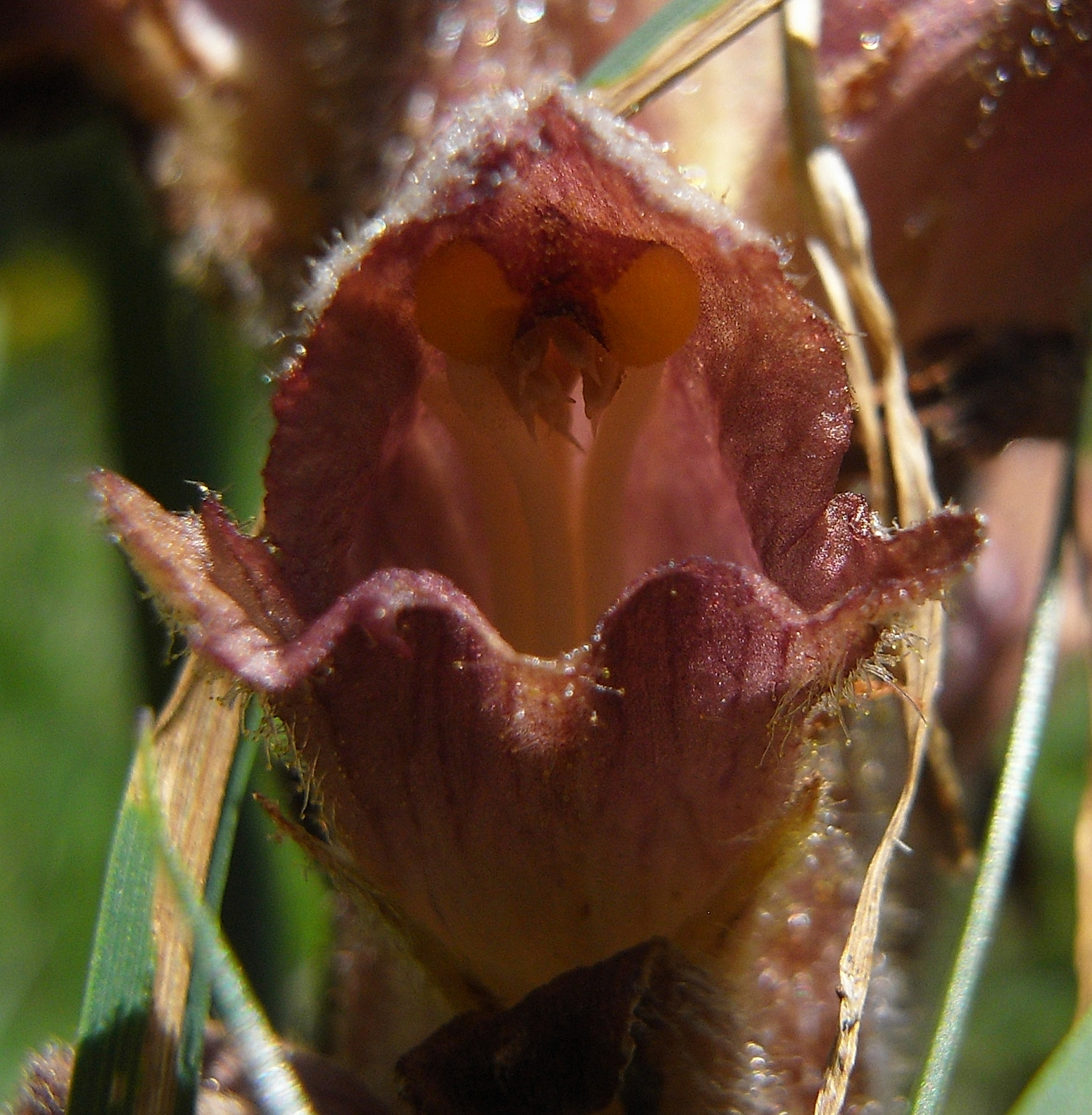
Il fiore

I fiori sono ermafroditi, zigomorfi (del tipo bilabiato), tetrameri, ossia con quattro verticilli (calice – corolla - androceo – gineceo) e pentameri (la corolla è a 5 parti, mentre il calice anch'esso a 5 parti spesso è ridotto). In questa specie i fiori alla base sono avvolti da 3 elementi: in posizione centrale è presente una brattea; su entrambi i lati è presente una lacinia calicina profondamente bifida (non sono presenti le bratteole). Lunghezza totale del fiore: 17 – 25 mm.
- Formula fiorale: per questa pianta viene indicata la seguente formula fiorale:[7]

X, K (4/5), [C (2+3), A 2+2], G (2), (supero), capsula
- Calice: il calice è gamosepalo a 3 parti, ossia quattro sepali saldati 2 a 2 tipo lacinie lineari-lesiniformi ben separate o collegate alla base, più una brattea centrale. Dimensione del calice: 12 – 13 mm.
- Corolla: la corolla, di tipo personato, è simpetala e consiste in un tubo cilindrico non ristretto verso le fauci e terminante in un lembo bilabiato; dei due labbri quello superiore è intero o retuso, mentre quello inferiore è trilobato con lobo centrale cigliato e maggiore di quelli laterali. La superficie della corolla è più o meno subglabra, ed è colorata dal giallo al rossastro. Dimensione della corolla: 20 – 23 mm.
- Androceo: l'androceo possiede quattro stami didinami (due grandi e due piccoli). I filamenti sono glabri e sono inseriti alla base della corolla. Le antere, glabre, sono disposte trasversalmente e sono provviste di due logge più o meno uguali. Le sacche polliniche hanno l'estremità inferiore a forma di freccia.[8]
- Gineceo: l'ovario è supero formato da due (o tre) carpelli ed è uniloculare; le placente sono due o quattro di tipo parietale, a volte unite al centro e portanti un numero molto elevato di ovuli. Lo stilo è del tipo filiforme; lo stigma è capitato o del tipo a 2 - 4 lobi ed è colorato di giallo.
- Fioritura: da aprile a luglio.

### Frutti
Il frutto è una capsula loculicida a forma più o meno ovoidale. I semi, molti e minuti dalle dimensioni quasi microscopiche, contengono un embrione rudimentale indifferenziato e composto da poche cellule; sono colorati di nero.

## Riproduzione
- Impollinazione: l'impollinazione avviene tramite insetti (impollinazione entomogama).
- Riproduzione: la fecondazione avviene fondamentalmente tramite l'impollinazione dei fiori (vedi sopra).
- Dispersione: i semi cadendo a terra sono successivamente dispersi soprattutto da insetti tipo formiche (disseminazione mirmecoria).

## Biologia
Queste piante non contengono clorofilla per cui possiedono organi specifici per nutrirsi della linfa di altre piante. Le loro radici infatti sono provviste di uno o più austori connessi alle radici ospiti per ricavare sostanze nutritive. Inoltre il parassitismo di Orobanche rapum-genistae è tale per cui anche i semi per germogliare hanno bisogno della presenza delle radici della pianta ospite; altrimenti le giovani piantine sono destinate ad una precoce degenerazione.
In genere questa specie è parassita della pianta Ginestra dei Carbonai e altre specie del genere Cytisus e Genista.

## Distribuzione e habitat

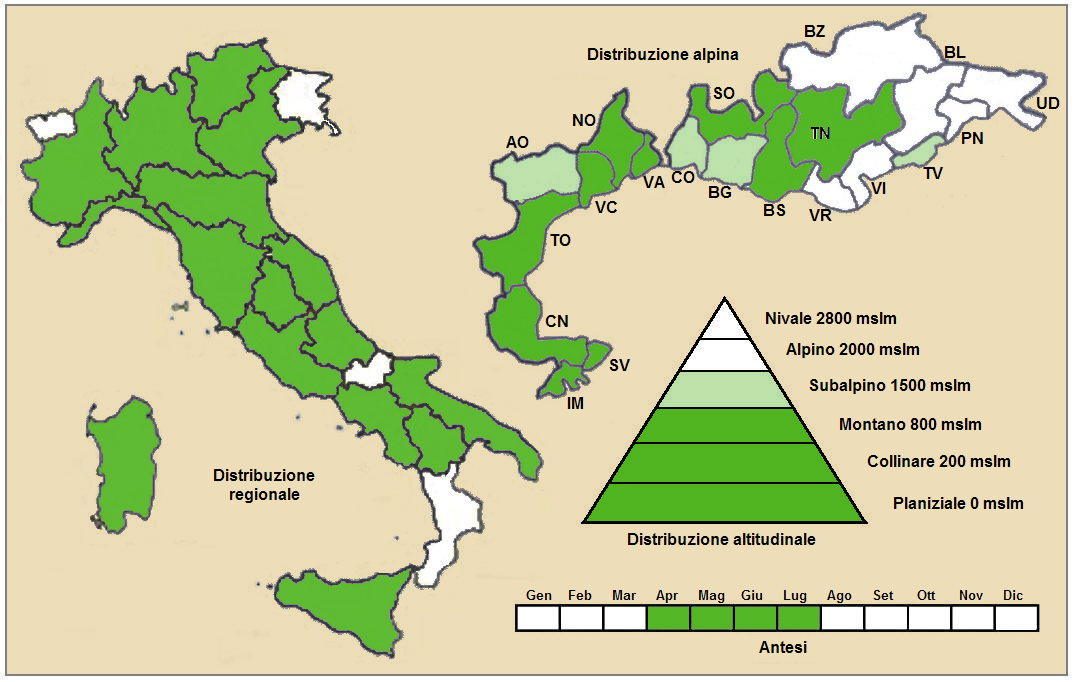
Distribuzione della pianta in Italia
(Distribuzione regionale – Distribuzione alpina)

- Geoelemento: il tipo corologico (area di origine) è Subatlantico o anche Ovest Europeo.
- Distribuzione: in Italia è una specie comune su tutto il territorio. Nelle Alpi è presente al Centro e a Occidente. Fuori dall'Italia, sempre nelle Alpi, questa specie si trova in Francia (dipartimenti di Alpes-de-Haute-Provence, Drôme e Isère) e in Svizzera (cantoni Ticino e Grigioni). Sugli altri rilievi europei collegati alle Alpi si trova nella Foresta Nera, Vosgi, Massiccio del Giura, Massiccio Centrale e Pirenei.[13] Nel resto dell'Europa si trova nella parte occidentale e mediterranea. È presente anche in Anatolia e nel Magreb.[14]

- Habitat: l'habitat tipico sono le aree nelle quali sono presenti le piante ospiti (vedi il paragrafo "Biologia"); ma anche gli arbusteti meso-termofili, i carpineti, i querceti, i betuleti e i castagneti. Il substrato preferito è siliceo con pH acido, medi valori nutrizionali del terreno che deve essere secco.[13]
- Distribuzione altitudinale: sui rilievi queste piante si possono trovare fino a 1200 m s.l.m.; frequentano quindi i seguenti piani vegetazionali: collinare, montano e in parte quello subalpino (oltre a quello planiziale – a livello del mare).

### Fitosociologia
Dal punto di vista fitosociologico Orobanche rapum-genistae appartiene alla seguente comunità vegetale:
Formazione: delle comunità delle lande di arbusti nani e delle torbiere.
Classe: Cytisetea scopario-strati
Ordine: Cytisetalia scopario-strati
Alleanza: Sarothamnion

## Tassonomia
La famiglia di appartenenza della specie (Orobanchaceae) comprende soprattutto piante erbacee perenni e annuali semiparassite (ossia contengono ancora clorofilla a parte qualche genere completamente parassita) con uno o più austori connessi alle radici ospiti. È una famiglia abbastanza numerosa con circa 60 - 90 generi e oltre 1700 - 2000 specie (il numero dei generi e delle specie dipende dai vari metodi di classificazione) distribuiti in tutti i continenti.
La classificazione del genere Orobanche è problematica in quanto le varie specie differiscono una dall'altra per piccoli caratteri soprattutto nella forma del calice-corolla e per i vari colori delle parti floreali che presto tendono al bruno appena la pianta "entra" nel secco. Molte specie hanno una grande specificità dell'apparato radicale per cui una possibile distinzione è possibile tramite l'individuazione della pianta parassitata (vedi il paragrafo "Biologia").

### Filogenesi
Secondo una recente ricerca di tipo filogenetico la famiglia Orobanchaceae è composta da 6 cladi principali nidificati uno all'interno dell'altro. Il genere Orobanche si trova nel terzo clade (relativo alla tribù Orobancheae) insieme ai generi Boschniakia C. A. Mey. ex Bong. 1833, Cistanche Hoffmans. & Link 1809, Conopholis
Wallr.1825, Epifagus Nutt. 1818, Eremitilla Yatsk. & J. L. Contr., 2009, Kopsiopsis (Beck) Beck 1930, Mannagettaea Harry Sm.
1933. Orobanche è monofiletico e rappresenta il core del clade ed è “gruppo fratello” del genere Mannagettaea e quindi di tutto il resto del gruppo.
All'interno del genere Orobanche la specie Orobanche rapum-genistae appartiene alla sezione Orobanche L. caratterizzata soprattutto dalla forma del calice a tre parti ossia quattro sepali saldati 2 a 2 tipo lacinie ben separate o collegate alla base, più una brattea. L'altra sezione presente in Italia (Trionychon Wallr.) è caratterizzata dal calice diviso in 5 parti: in posizione centrale è presente una brattea, mentre su entrambi i lati sono presenti una bratteola lineare e una lacinia calicina profondamente bifida.

### Variabilità
Orobanche rapum-genistae è una specie variabile. Pignatti nella Flora d'Italia descrive le tre seguenti sottospecie presenti in Italia (confermate da una recente pubblicazione ma non da altre checklist):
- subsp. rapum-genistae: tutta la pianta è densamente ghiandolosa; le brattee dell'infiorescenza sono villose, così pure la corolla e lo stilo; le brattee sono lunghe 12 - 16 cm e in genere sono più brevi della corolla; il colore della corolla è da giallognolo a rossastro; il labbro superiore della corolla è più o meno intero e allungato in avanti. Distribuzione: in Italia settentrionale e centrale e una pianta comune, al sud è presente in alcune regioni compresa la Sicilia e la Sardegna.
- subsp. benthamii (Timb.-Lagr.) P. Fourn.: tutta la pianta è densamente ghiandolosa; le brattee dell'infiorescenza sono villose, così pure la corolla e lo stilo; le brattee sono lunghe fino a 50 cm (sono lunghe 1,5 volte la lunghezza della corolla); il colore della corolla è giallo- rossastro; il labbro superiore della corolla è bifido e ripiegato all'insù. Distribuzione: si trova raramente nelle Prealpi Lombarde e Piemontesi.
- subsp. rigens (Loisel.) P. Fourn.: le brattee dell'infiorescenza sono glabre, mentre la corolla e lo stilo sono subglabre; le brattee sono più brevi della corolla o subuguali; il colore della corolla è rosso scuro; il labbro superiore della corolla è bifido e più o meno ripiegato all'insù. Distribuzione: è una pianta rara (endemica) e si trova solamente in Sicilia e in Sardegna.

### Sinonimi
Questa entità ha avuto nel tempo diverse nomenclature. L'elenco seguente indica alcuni tra i sinonimi più frequenti:
- Orobanche benthamii Timb.-Lagr.
- Orobanche bracteata Viv.
- Orobanche bracteosa  Nyman
- Orobanche carnea  Guss.
- Orobanche cytisi  Duby
- Orobanche cytisi-scopari  Vaucher ex Duby
- Orobanche insolita J. A. Guim.
- Orobanche palatina  F.W.Schultz
- Orobanche rapum  Wallr.
- Orobanche rapum var. flavescens  Guss.
- Orobanche rapum-genistae subsp. benthamii  (Timb.-Lagr.) P.Fourn.
- Orobanche sarothamnophyta  St.-Lag.

## Altre notizie
L'orobanche delle ginestre in altre lingue è chiamato nei seguenti modi:
- (DE)  Gewöhnliche Ginster-Sommerwurz o Gewöhnlicher Ginster-Würger
- (FR)  Orobanche du genêt
- (EN)  Greater Broomrape